# Mark Smolinski
Mark Smolinski é um ex-jogador profissional de futebol americano estadunidense.

## Carreira
Mark Smolinski foi campeão do Super Bowl III jogando pelo New York Jets.